# Ставицкая, Леся Алексеевна
Леся Алексеевна Ставицкая (24 ноября 1962, Киев — 7 августа 2010, там же) — украинский лингвист, доктор филологических наук (1996), профессор, составитель словаря нецензурной лексики и её соответствий «Украинский язык без табу». Исследователь в области стилистики, теории и истории украинского художественного языка, жаргонологии, гендерной лингвистики, коллоквиалистики и психолингвистики. Была заведующей отделом социолингвистики Института украинского языка НАН Украины с момента его создания в 1999 году и вплоть до своей смерти в 2010 году.

## Биография
Родилась 24 ноября 1962 года в Киеве. Её отец Алексей Федосеевич Ставицкий был выдающимся литературоведом, интеллигентом-шестидесятником, а мать — врачом-педиатром. В детстве Леся много времени жила у бабушки в селе на Полтавщине. После окончания средней школы поступила в Киевский педагогический институт имени А. Горького, который окончила в 1983 году, после чего по распределению преподавала в средней школе № 237 в Харьковском массиве, готовясь к поступлению в аспирантуру Института языкознания им. А. А. Потебни Академии наук УССР, куда она поступила в 1984 году. В 2008 году была в разводе, детей не было.

## Научная карьера
В 1987 году защитила кандидатскую диссертацию на тему «Семантика лексических и синтаксических единиц в поэзии М. П. Бажана», а в 1995 году — докторскую диссертацию на тему «Эстетика слова в украинской художественной литературе 20—30-х гг. ХХ ст. (системно-функциональный аспект)». С 1998 года часто принимала участие в научных конференциях, выступала научным оппонентом, кроме того, многократно выступала в СМИ, тщательно готовясь к каждому выступлению. В своих выступлениях в СМИ она опровергала многие распространённые заблуждения об украинском языке: например, что нецензурная брань (мат) — это заимствование из русского языка, приводя в пример академическое издание Владимира Гнатюка начала XX века с украинским матом.
Константин Коверзнев вступил с ней в полемику, настаивая на чужеродности и заимствованности украинского мата, фени и языка блатных. Однако Ставицкая показала в своих работах прямо противоположное — что некоторые слова уголовного арго имеют украинское происхождение. Например, слово «лабать» в значении «играть» произошло из жаргона харьковских слепых музыкантов, другие слова — из арго украинских лирников, ремесленников, нищих, бурсацко-семинарского арго и прочих источников.
В 2003—2009 гг. подготовила семь кандидатов филологических наук, работала по совместительству в должности профессора на кафедрах украинской лингвистики (Переяслав-Хмельницкий педагогический университет имени Григория Сковороды, 2001—2005; Каменец-Подольский государственный университет, 2005—2006).
В 2003—2006 годах была руководителем городского семинара по гендерной лингвистике, который проходил на базе отдела социолингвистики в Институте украинского языка НАН Украины.

## Труды
Автор более 100 научных статей, двух монографий («Эстетика слова в украинской поэзии 10—30-х гг. XX века», «Арго, жаргон, сленг: Социальная дифференциация украинского языка») и четырёх словарей — «Краткий русско-украинский словарь контрастивной лексики» (в соавторстве с Екатериной Ленец), «Краткий словарь жаргонной лексики украинского языка», «Украинский жаргон. Словарь», «Украинский язык без табу. Словарь нецензурной лексики и её соответствий», «Жанры и стили в истории украинского литературного языка» (1989, в соавторстве), «Украинский жаргон. Словарь»
«Украинский язык без табу. Словарь нецензурной лексики и её соответствий», названный во втором издании как «Украинский жаргон. Словарь», и монография «Арго, жаргон, сленг: Социальная диференцияция украинского языка» стали пионерскими (новаторскими) научными работами в этом направлении. Ряд её трудов посвящён исследованию русско-украинского суржика: «Блудный суржик: миф, язык, стиль», «Кровосмесительный ребёнок двуязычия», «Русскоязычные украинцы: кто они?», «Социопсихологические аспекты речевой деятельности „русскоязычных украинцев“»; «Суржик: социо и этнопсихологические предпосылки возникновения и существования» и другие, в частности, сборник «Украинский-русское двуязычие. Лингвосоциокультурные аспекты», а также написанная в соавторстве с Владимиром Трубом статья объёмом как небольшая монография «Суржик: миф, язык, коммуникация».

## Исследования обсценной лексики
Хотя словарные труды Ставицкой имели отзвук в обществе и медиа, но они прошли мимо внимания научных кругов, что отмечала и сама Савицкая. По результатам читательско-экспертного опроса, труды Л. А. Ставицкой «Краткий словарь жаргонной лексики украинского языка» и «Арго, жаргон, сленг: Социальная дифференция украинского языка» названы среди книг 15-летия независимости Украины, повлиявшие на украинский мир.

## Отличия и награды
Удостоена стипендии Президента Украины (1997—1999), принимала участие в зарубежных стипендиальных программах (Kasa im. Józefa Mianowskiego, Варшава, Польша, 2008; The Eugene and Daymel Shklar fellowship in Ukrainian studies, Гарвардский институт, США, Кембридж, 2006).

## Интервью с Лесей Ставицкой
- Професор Леся Ставицька: "Лайку не можна винищити в принципі". Українська правда Життя (укр.). Дата обращения: 20 ноября 2018.